# Gary Burghoff

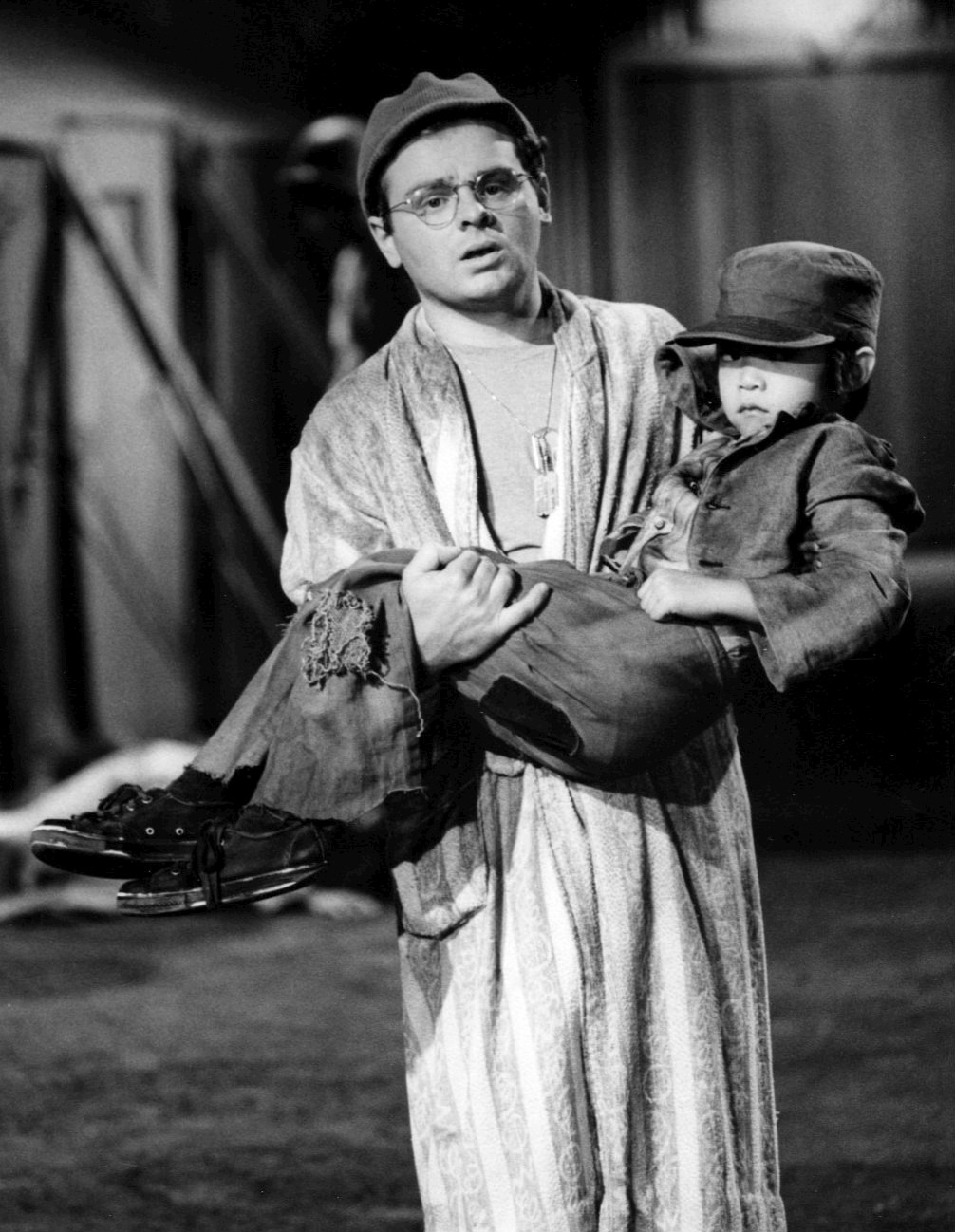
Gary Burghoff (1976)

Gary Burghoff (Bristol (Connecticut), 24 mei 1943) is een Amerikaans acteur, met name bekend geworden door zijn rol als korporaal Walter "Radar" O'Reilly in M*A*S*H. Burghoff is de enige acteur die dezelfde rol speelde in zowel de film uit 1970, als in de gelijknamige serie (1972 - 1979). In 1979 stapte hij uit de serie, om in 1983-1984 in dezelfde rol weer te verschijnen, in de serie After MASH. In 1984 werd er een pilot opgenomen, genaamd W*A*L*T*E*R. Daarin speelde Burghoff voor het laatst de rol van Radar.
In 1992 regisseerde hij de film Small Kill, waarin hij ook een rol speelde.

## Filmografie
- Daniel's Lot (2010) - Pastoor Mahoney
- Burke's Law televisieserie -Patrick Noyes (Afl., Who Killed the Hollywood Headshrinker?, 1995)
- Behind the Waterfall (1995) - Mr. Connors
- Small Kill (1992) - Fleck/Lady Esmerelda
- W*A*L*T*E*R (televisiefilm, 1984) - Walter O'Reilly
- After MASH televisieserie - Walter 'Radar' O'Reilly (1983-1984)
- Tales of the Unexpected televisieserie - Harry Flock (Afl., The Best Policy, 1981)
- The Love Boat televisieserie - Eddie Martin (Afl., Maid for Each Other/Lost and Found/Then There Were Two, 1981)
- Fantasy Island televisieserie - Gordon Hughes (Afl., The Love Doctor/Pleasure Palace/Possessed, 1980)
- Casino (televisiefilm, 1980) - Bill Taylor
- The Man in the Santa Claus Suit (televisiefilm, 1979) - Bob Willis
- M*A*S*H televisieserie - Cpl. Walter Eugene 'Radar' O'Reilly (153 afl., 1972-1979)
- Wonder Woman televisieserie - Alan (Afl., The Man Who Wouldn't Tell, 1978)
- Fantasy Island televisieserie - Richard C. Delaney/Paul Hughes (Afl., Superstar/Salem, 1978)
- The Love Boat televisieserie - Donald (Afl., The Captain's Captain/A Dog's Life/Romance Roulette, 1977)
- Ellery Queen televisieserie - Jerry Hacker (Afl., The Adventure of the Disappearing Dagger, 1976)
- Twigs (televisiefilm, 1975) - Clergyman
- Love, American Style televisieserie - Rol onbekend (Afl., Love and the Plane Fantasy, 1973)
- Love, American Style televisieserie - Sydney Melvin Wimple (Afl., Love and the Crisis Line, 1973)
- B.S. I Love You (1971) - Ted
- The Don Knotts Show televisieserie - Regelmatige optredens (1970-1971)
- The Name of the Game televisieserie - Watson (Afl., Man of the People, 1970)
- M*A*S*H (1970) - Cpl. Walter Eugene 'Radar' O'Reilly
- The Good Guys televisieserie - Mike Butterworth (Afl., Take a Computer to Lunch, 1969)

- International Standard Name Identifier: 0000 0000 6364 1519
- Library of Congress Control Number: n85385961
- SNAC: w6332t2c
- Virtual International Authority File: 45767318
- WorldCat: E39PBJqfCTdFwd3cBcYD7xTJXd